# Bernshammar
Bernshammar är en herrgård och ett tidigare järnbruk i Heds socken i Skinnskattebergs kommun, 8 km norr om Kolsva.
En stångjärnshammare, Herr Lars Hammare, ska ha anlagts vid Hedströmmen så tidigt som 1508. "Herr Lars" var den dåvarande kyrkoherden i Köping. Vid 1500-talets mitt flyttades hammaren nedströms till nuvarande Bernshammar. Namnet ska ha kommit från en tysk vid namn Berendt von Hamburg, och skrevs ursprungligen “Berendts hammar”. År 1622 anlades en ny hammare. Bland senare ägare märks släkterna Schönström och Hising. År 1849 beskrivs Bernshammar som järnbruk med 4 härdar om 2600 skeppund stångjärnssmide. Bruket lades ner 1870.
Kvar idag finns en välbevarad herrgårdsanläggning, där den reveterade huvudbyggnaden av timmer i två våningar under mansardtak byggdes 1787–1790. År 1803 tillkom två sidoflyglar. Byggnaden har en mycket välbevarad interiör. Till herrgården hör även en engelsk park med ett tempel samt ett orangeri från 1863. Bland övrig bebyggelse från brukstiden kan en faluröd arbetarbostad av timmer med locklistpanel från mitten 1800-talet nämnas. Bernshammar ägs idag av familjen Lorichs som bortsett från ett över tioårigt avbrott ägt Bernshammar sedan 1784. Bernshammar köptes 1929 av finansmannen Harald Mårtens som sålde vidare till Staten efter att Bernhammars Bruk hamnade i obestånd 1928 och själva herrgårdsområdet såldes åter till familjen Lorichs 1941.  
Omkring 500 meter söder om Bernshammar ligger ytterligare ett järnbruk, Jönsarbo.